# Кубатов, Габор
Габор Кубатов (венг. Kubatov Gábor; род. 17 февраля 1966, Будапешт) — венгерский политик, член Венгерского парламента от партии «Фидес» по Будапештскому региональному списку с 2006 по 2014, и по национальному партийному списку с 2014.

## Биография
Кубатов посещал среднюю школу в Пештержебете. Высшее образование получал в Гёдёлёйском Аграрном Университете, но не закончил его. С 1990 года работал частным предпринимателем в гостиничной сфере. В 1997 году он переехал с семьёй в Шорокшар.

## Политическая карьера
Он был районным председателем политической партии «Фидес» по XXIII району Будапешт. C 1 июля 2006 года стал партийным директором «Фидес». На парламентских выборах в Венгрии, в 2006 он был избран в члены Национального собрания Венгрии от регионального списка «Фидес» по Будапешту. Он был членом Комитета по культуре и медиа с 9 октября 2006 по 13 мая 2010. Он сохранил свой мандат от будапештского регионального списка «Фидес» на парламентских выборах в 2010 году. Он был членом комитета по правам человека, меньшинств, гражданских и религиозных дел с 30 мая 2006 по 5 мая 2014.
Кубатов являлся управляющим партийной выборной кампанией во время венгерского референдума об отмене платных услуг 2008 и выборов в Европейский парламент в Венгрии в 2009. 13 декабря 2015 года он был выбран одним из четырёх вице-президентов «Фидес».
Он является действующим президентом футбольного клуба «Ференцварош».

## Скандалы и критика
- Кубатов — один из самых пассивных членов Национального Собрания Венгрии с 2006 года. На протяжении своей парламентской карьеры он лишь раз выступил с речью, 3 апреля 2007[2][5].
- Существуют две аудиозаписи, опубликованные в 2010 году, и одно видео, опубликованное в 2012, где Кубатов говорит о создании списка с данными по голосующим гражданам с указанием их политических предпочтений. Предположительно, «Фидес» использует этот список, чтобы активизировать своих избирателей. Это нарушает не только тайну голосования, но и является вторжением в личную жизнь. Дополнительно, на видео Кубатов инструктирует активистов «Фидес» нарушить период молчания перед выборами, когда запрещена агитация, чтобы склонить ленивых избирателей к голосованию[6].
- Футбольные болельщики Ференцвароша проводят регулярные акции протеста против Кубатова. Их категорически не устраивает, как он управляет клубом. Несмотря на то, что при нём был построен новый клубный стадион «Гроупама Арена», болельщики против нововведений, связанных с биометрической пропускной системой. С необходимостью заводить карточку болельщика, на которой будут содержаться все данные, включая и биометрические параметры человека. Многие считают это неприемлемым вторжением в личную жизнь[7][8][9].
- Кубатов создал частную охранную организацию из бывших радикальных хулиганов клуба «Ференцварош», в том числе осуждённых за убийства и иные тяжкие преступления. Члены организации следят за порядком во время футбольных матчей, но так же вовлечены и в политическую активность крайне правого толка[10].